# Nicolai Næss
Nicolai Næss (Oslo, 18 januari 1993) is een Noors voetballer die doorgaans speelt als centrale verdediger. In maart 2022 verruilde hij Sarpsborg 08 voor Stabæk Fotball.

## Clubcarrière
Næss speelde in de jeugdopleiding van Vålerenga IF, waarvoor hij in 2012 ook zijn debuut maakte. Hij kwam tot vijf wedstrijden, waarna hij in 2013 verkaste naar Stabæk Fotball, dat in de 1. divisjon uitkwam. In zijn eerste jaar bij de club wist Stabæk tweede te worden en te promoveren naar de Eliteserien, waar hij nog tweeënhalf jaar zou uitkomen met de club. In die jaren was Næss ook grotendeels basisspeler. Columbus Crew nam hem in juli 2016 over. Gedurende twee seizoenen kwam de centrumverdediger tot eenendertig optredens in de competitie. In de zomer van 2017 maakte de Noor de overstap naar sc Heerenveen, waar hij zijn handtekening zette onder een verbintenis voor de duur van twee seizoenen. Heerenveen zette ook een optie voor één seizoen extra in zijn contract. Na anderhalf jaar liet hij de Friese club achter zich en trok hij transfervrij naar Sarpsborg 08 in zijn geboorteland. Næss keerde in maart 2022 terug bij Stabæk Fotball, dat circa tweehonderdduizend euro voor hem betaalde.

## Clubstatistieken
| Seizoen | Club           | Competitie          | Competitie | Competitie | Beker | Beker | Internationaal | Internationaal | Totaal | Totaal |
| Seizoen | Club           | Competitie          | Wed.       | Dlp.       | Wed.  | Dlp.  | Wed.           | Dlp.           | Wed.   | Dlp.   |
| ------- | -------------- | ------------------- | ---------- | ---------- | ----- | ----- | -------------- | -------------- | ------ | ------ |
| 2012    | Vålerenga IF   | Eliteserien         | 5          | 0          | 1     | 0     | —              | —              | 6      | 0      |
| 2013    | Stabæk Fotball | 1. divisjon         | 21         | 0          | 1     | 0     | —              | —              | 22     | 0      |
| 2014    | Stabæk Fotball | Eliteserien         | 24         | 1          | 3     | 0     | —              | —              | 27     | 1      |
| 2015    | Stabæk Fotball | Eliteserien         | 29         | 1          | 4     | 1     | —              | —              | 33     | 2      |
| 2016    | Stabæk Fotball | Eliteserien         | 16         | 0          | 2     | 0     | 2              | 0              | 20     | 0      |
| 2016    | Columbus Crew  | Major League Soccer | 13         | 0          | 0     | 0     | —              | —              | 13     | 0      |
| 2017    | Columbus Crew  | Major League Soccer | 18         | 0          | 1     | 0     | —              | —              | 19     | 0      |
| 2017/18 | sc Heerenveen  | Eredivisie          | 9          | 0          | 1     | 0     | —              | —              | 10     | 0      |
| 2018/19 | sc Heerenveen  | Eredivisie          | 1          | 0          | 1     | 0     | —              | —              | 2      | 0      |
| 2019    | Sarpsborg 08   | Eliteserien         | 20         | 1          | 1     | 0     | —              | —              | 21     | 1      |
| 2020    | Sarpsborg 08   | Eliteserien         | 29         | 0          | 0     | 0     | —              | —              | 29     | 0      |
| 2021    | Sarpsborg 08   | Eliteserien         | 23         | 0          | 1     | 0     | —              | —              | 24     | 0      |
| 2022    | Stabæk Fotball | 1. divisjon         | 30         | 3          | 1     | 0     | —              | —              | 31     | 3      |
| 2023    | Stabæk Fotball | Eliteserien         | 29         | 1          | 3     | 0     | —              | —              | 32     | 1      |
| 2024    | Stabæk Fotball | 1. divisjon         | 24         | 1          | 2     | 1     | —              | —              | 26     | 2      |
| Totaal  | Totaal         | Totaal              | 291        | 8          | 22    | 2     | 2              | 0              | 315    | 10     |

Bijgewerkt op 27 september 2024.